# Liste de distributions alternatives Android
Ceci est une liste incomplète des distributions alternatives (firmware alternatif, ROM alternative) du système d'exploitation Android qui sont basées sur l'Android Open Source Project (AOSP).
La liste inclut les distributions pré-installées sur les appareils (ROM stock) ou les dérivés de ces dernières.

## Tableau des ROM basées sur Android/AOSP
| Nom                              | Développeur                                          | État du projet | Open source   | Dernière version | Version d'Android | Année de lancement | Appareils supportés                                                              | Notes |
| -------------------------------- | ---------------------------------------------------- | -------------- | ------------- | ---------------- | ----------------- | ------------------ | -------------------------------------------------------------------------------- | --- |
| AICP (de)                        | AICP Team and Community                              | Actif          | Oui           | 15               | 10.0 Q            | 2012               | 40                                                                               | Basé sur AOSP et (partiellement) sur LineageOS |
| AOSiP                            | AOSiP Team                                           | Actif          | Oui           | ?                | 10.0 Q            | ?                  | 32                                                                               | Basé sur AOSP |
| AOKP (en)                        | Team Kang                                            | Actif          | Oui           | ?                | 9.0 Pie           | 2011               | 115                                                                              | |
| AOSPExtended                     | AospExtended Team                                    | Actif          | Oui           | 7.3              | 10.0 Q            | ?                  | ?                                                                                | Basé sur AOSP |
| CalyxOS                          | Calyx Institute                                      | Actif          | Oui           | 6.x              | 15                | 2020               | ~ 20                                                                             | Axé protection de la vie privée et sécurité. |
| CarbonROM                        | CarbonROM Team                                       | Actif          | Oui           | 8.0              | 10.0 Q            | ?                  | 31                                                                               | Basé sur AOSP |
| ColorOS (en)                     | Oppo                                                 | Actif          | Non           | 11               | 11.0 R            | 2013               | Appareils Oppo                                                                   | |
| CopperheadOS (en)                | Copperhead                                           | Actif          | Non           | 14.11.1          | 14                | 2015               | Google Pixel 4a à 7                                                              | |
| Corvus OS                        | Corvus Team                                          | Actif          | Oui           | 7.0              | 10.0 Q            | 2020               | ?                                                                                | Basé sur Dirty Unicorns |
| CrDroid (en)                     | crDroid Team                                         | Actif          | Oui           | 6.7              | 10.0 Q            | ?                  | 77                                                                               | Basé sur LineageOS |
| CyanogenMod                      | CyanogenMod Open-Source Community                    | Abandonné      | Oui           | 14.1             | 7.1.1 Nougat      | 2009               | 571                                                                              | Projet arrêté et remplacé par LineageOS. |
| DerpFest                         | DerFest Team                                         | Actif          | Oui           |                  | 10.0 Q            | ?                  | ?                                                                                | Basé sur AOSiP |
| DivestOS                         | Tad (SkewedZeppelin) since 2014                      | Abandonné      | Partiellement | 20.0             | 13.0 T            | 2014               | ~ 170                                                                            | Basé sur LineageOS : - Monthly Updates - FOSS Focused - Deblobbed - Increased Security - Increased Privacy - Free Space Eraser - Malware Scanner - Privacy Oriented Browser - F-Droid Included - UnifiedNlp Included |
| Dirty Unicorns (de)              | DU Team                                              | Actif          | Oui           | 14.4             | 10.0 Q            | 2012               | 18                                                                               | Basé sur AOKP et sur OmniROM |
| dotOS                            | dotOS Team                                           | Actif          | Oui           | 5.1.3            | 11.0              | 2017               | ?                                                                                | |
| /e/                              | e Foundation                                         | Actif          | Oui           | /e/ R            | 11.0 R            | 2018               | 240                                                                              | Basé sur LineageOS et microG (orientée préservation de sa vie privée (“your data is YOUR Data”) Déjà fonctionnel, et en développement constant : https://e.foundation                                                |
| Emteria.OS (en)                  | emteria GmbH                                         | Actif          | Non           | 1.1.24           | 7.1.2 Nougat      | 2017               | 8                                                                                | Basé sur AOSP |
| EMUI                             | Huawei                                               | Actif          | Non           | 11               | 10.0 Q            | 2012               | Appareil Huawei (Huawei Ascend) et Honor                                         | |
| Evolution X                      | Evolution X Team                                     | Actif          | Oui           | 4.5              | 10.0 Q            | 2019               | 50                                                                               | Basé sur AOSP |
| FairphoneOS                      | Fairphone                                            | Actif          | Partiellement | ?                | 10.0 Q            | 2013               | Smartphones FairPhone                                                            | Basé sur /e/ |
| Flyme OS                         | Meizu                                                | Actif          | Non           | 8                | 10.0 Q            | 2012               | Appareils Meizu                                                                  | |
| Funtouch OS                      | Vivo                                                 | Actif          | Non           | 11               | 11.0 R            | 2016               | Appareils Vivo                                                                   | |
| GrapheneOS                       | GrapheneOS team                                      | Actif          | Oui           | 2024011600       | 14                | 2019               | Google Pixel 5a à 8 en support standard et Google Pixel 4 à 5 en support étendu. | |
| Generic System Image (GSI)       | Treble Team                                          | Actif          | Oui           | 11.0 R           | 11.0 R            | 2018               | Tous les appareils Android (sauf certaines exceptions) depuis 8.0 Oreo           | Fonctionne sur tous les appareils Android (sauf certaines exceptions) depuis 8.0 Oreo |
| Havoc-OS                         | Havoc Team                                           | Actif          | Oui           | 3.7              | 10.0 Q            | 2018               | ?                                                                                | |
| Hive ROM                         | Xolo (Lava International)                            | Abandonné      | Non           | 5.1.1            | 5.1.1 Lollipop    | 2014               | 4                                                                                | Basé sur AOSP |
| iodéOS                           | iodé technologies                                    | Actif          | Partiellement | 5.1              | 14                | 2021               | 39                                                                               | iodéOS = LineageOS + MicroG + adblocker |
| IQOO UI                          | IQOO by Vivo                                         | Actif          | non           | 1                | 10.0 Q            | 2020               | Appareils IQOO                                                                   | Dérivé de Funtouch OS pour les appareils IQOO |
| LeWa OS (en)                     | Lewa Technology                                      | Abandonné      | Partiellement | ?                | ?                 | 2011               | ?                                                                                | |
| LineageOS                        | LineageOS Project Community                          | Actif          | Oui           | 21               | 14.0              | 2017               | 468                                                                              | Basé sur CyanogenMod |
| MIUI                             | Xiaomi Tech                                          | Actif          | Non           | 14               | 13.0              | 2010               | Appareils Xiaomi, Redmi et POCO                                                  | |
| MoKee ROM                        | Team MoKee                                           | Actif          | Oui           | 10               | 10.0 Q            | 2012               | 264                                                                              | |
| OmniROM                          | OmniROM Team et Community                            | Actif          | Oui           | 10               | 10.0 Q            | ?                  | 32                                                                               | Basé sur AOSP |
| OxygenOS                         | OnePlus                                              | Actif          | Non           | 11               | 11.0 R            | 2015               | Appareils OnePlus                                                                | Fusionné avec HydrogenOS depuis 2018 |
| Paranoid Android (software) (en) | AOSPA Team                                           | Actif          | Oui           | Quartz 3         | 10.0 Q            | 2012               | 47                                                                               | Basé sur CAF |
| Pixel Experience                 | Pixel Experience Team                                | Actif          | Oui           | ?                | 10.0 Q            | 2017               | 38                                                                               | Basé sur AOSP |
| POSP (Potato Open Sauce Project) | POSP Team                                            | Actif          | Oui           | v3.2.0-hotfix+16 | 10.0 Q            | ?                  | ?                                                                                | Basé sur AOSP |
| Realme UI                        | Realme                                               | Actif          | Non           | 1.0              | 10.0 Q            | 2020               | Appareils Realme                                                                 | Dérivé de ColorOS pour les appareils Realme |
| Replicant                        | Denis Carikli, Paul Kocialkowski, Wolfgang Wiedmeyer | Actif          | Oui           | 6.0              | 6.0 Marshmallow   | 2011               | 13                                                                               | Dérivé de CyanogenMod, épuré des composants privateurs. |
| Resurrection Remix OS            | Resurrection Remix Team                              | Actif          | Oui           | 8.6              | 10.0 Q            | 2012               | 62                                                                               | |
| Smile UX (zh)                    | Sharp                                                | Actif          | Non           | ?                | 10.0 Q            | ?                  | Appareils Sharp (sauf ceux Android One)                                          | Sharp Mobile |
| One UI                           | Samsung Electronics                                  | Actif          | Non           | 2.5              | 10.0              | 2018               | Appareils Samsung                                                                | Succède à Samsung Experience et TouchWiz |
| Asus ZenUI (en)                  | Asus                                                 | Actif          | Non           | 6                | 10.0 Q            | 2014               | Appareil Asus (sauf gamme M)                                                     | En fin de vie |

## Non basés sur Android/AOSP, complètement indépendants de Google
| Nom           | Développeur  | État du projet | Open source | Dernière version | Version d'Android | Année de lancement | Appareils supportés | Notes                                                     |
| ------------- | ------------ | -------------- | ----------- | ---------------- | ----------------- | ------------------ | ------------------- | --------------------------------------------------------- |
| OpenMoko      | Openmoko     | abandonné      | Oui         | ?                | ?                 | ?                  | 2                   | OS du téléphone moko, basé sur linux, sorti en 2007       |
| Plasma mobile | Blue systems | Actif          | Oui         | ?                | ?                 | 2015               | 2                   | Fonctionnel uniquement sur manjaro-mobile ou postmarketos |
| Ubuntu Touch  | UBports      | Actif          | Oui         | OTA-22           | NON               | 2015               | 81                  | Basé sur Ubuntu                                           |

Tableau complémentaire à jour : voir Liste des systèmes mobiles non basés sur Android